# Filipe Sucena Morais Sarmento
Filipe Sucena Morais Sarmento, mais conhecido por Sarmento (Aveiro, 16 de Março de 1985) é um futebolista português que joga habitualmente a defesa direito.
Pertence à Associação Académica de Coimbra.
No início da segunda metade da época foi emprestado ao Varzim Sport Club, da Liga Vitalis, ao serviço do qual contraiu uma lesão de grau elevado. Após recuperar da lesão, um ano depois foi novamente cedido por empréstimo, desta vez ao Sporting Clube da Covilhã, também da Liga Vitalis.